# Three Imaginary Boys
Three Imaginary Boys – pierwszy album studyjny zespołu The Cure wydany w 1979 roku. W 1980 roku został wydany w USA, z nieznacznie zmienioną listą utworów, jako Boys Don't Cry.

## Historia powstania
Grupa szkolnych kolegów założyła zespół i niedługo potem podpisała kontrakt z wytwórnią Fiction. Pierwsze materiały z sesji pojawiły się już w 1976 roku. To do tej sesji należy niesłusznie kontrowersyjny „Killing an Arab” oparty na powieści Obcy (stranger).
Początkowo utwór „Foxy Lady” (zaśpiewany przez Michaela Dempseya) był próbą dźwięku i nie miał pojawić się na albumie, lecz wytwórnia nalegała by jednak pojawił się na krążku; został jednak usunięty z amerykańskiego wydania płyty, Boys Don't Cry. Wytwórnia płytowa decydowała o wyglądzie okładki płyty oraz o tym, które piosenki miały się na niej znaleźć. Od tej pory Robert Smith zapewnił sobie całkowitą kontrolę nad kompozycją kolejnych płyt.

## Ponowne wydanie w 2004 roku
Album został ponownie wydany 29 listopada 2004 w Wielkiej Brytanii (7 grudnia w Stanach Zjednoczonych) i zawierał drugą płytę, na której ukazał się niewykorzystany materiał – utwory nagrane z Porlem Thompsonem, jeszcze pod wczesną nazwą zespołu, Easy Cure. Jest to jedyne wydanie luksusowe zespołu, które nie zawiera alternatywnych wersji wszystkich utworów z pierwszej płyty. W niektórych z książeczek (dodawanych do płyt) brakowało tekstów piosenek, które później były dostępne na stronie internetowej The Cure w formacie pdf. Wszystkie kopie od tamtego czasu zawierają prawidłowe książeczki.
Pierwszy singel, „Killing an Arab”, zostały usunięty z wydania luksusowego z powodu kontrowersji, które wywołał.
Planowano wydać płytę luksusową na początku 2004 roku (razem z Seventeen Seconds, Faith i Pornography), ale zostało to kilkakrotnie opóźnione i w rezultacie ukazała się ona pod koniec 2004 roku.
Istnieje też jednopłytowe wydanie. Zostało wydane 5 września 2005 w Wielkiej Brytanii i 28 marca 2006 w Stanach Zjednoczonych. Płyta zawiera oryginalny album, ale nie zawiera dodatkowej płyty. W niektórych krajach „Deluxe Edition” stała się przedmiotem kolekcjonerskim i została wycofana z produkcji. Została zastąpiona przez bardziej ekonomiczną wersję jednopłytową.

## Lista utworów
Wszystkie utwory, oprócz specjalnie oznaczonych, skomponowane przez Michaela Dempseya, Roberta Smitha i Lola Tolhursta.

### Oryginalne wydanie z 1979 roku
1. „10.15 Saturday Night” – 3:42
2. „Accuracy” – 2:17
3. „Grinding Halt” – 2:49
4. „Another Day” – 3:44
5. „Object” – 3:03
6. „Subway Song” – 2:00
7. „Foxy Lady” (Jimi Hendrix) – 2:29
8. „Meathook” – 2:17
9. „So What” – 2:37
10. „Fire in Cairo” – 3:23
11. „It's Not You” – 2:49
12. „Three Imaginary Boys” – 3:17
13. Niezatytułowany (znany też jako „The Weedy Burton”, ukryty utwór) – 1:04

Album zawierał ukryty, końcowy utwór instrumentalny znany jako „The Weedy Burton”. Ten fakt nie został oficjalnie potwierdzony do czasu ponownego wydania płyty.

### Wydanie luksusowe z 2004 roku

#### Pierwsza płyta
Pierwszy dysk zawiera oryginalny album. Jedyne różnice to dodanie „The Weedy Burton” jako trzynastego utworu i nieznaczna zmiana długości utworów. Wbrew oczekiwaniom, nie dołączono do wydania zremasterowanej wersji kontrowersyjnego singla Killing an Arab.
1. „10:15 Saturday Night” – 3:42
2. „Accuracy” – 2:17
3. „Grinding Halt” – 2:49
4. „Another Day” – 3:44
5. „Object” – 3:03
6. „Subway Song” – 2:00
7. „Foxy Lady” (Jimi Hendrix) – 2:29
8. „Meathook” – 2:17
9. „So What” – 2:39
10. „Fire in Cairo” – 3:23
11. „It's Not You” – 2:52
12. „Three Imaginary Boys” – 3:32
13. „The Weedy Burton” – 0:53

#### Druga płyta
Drugi dysk zawiera trudno dostępne materiały z lat 1977–1979.
1. „I Want to Be Old” (SAV demo ze studia, październik 1977, wcześniej nie publikowane) – 2:36
2. „I'm Cold” (SAV demo ze studia, listopad 1977) – 3:21
3. „Heroin Face” (na żywo w The Rocket, Crawley, grudzień 1977, wcześniej dostępne na Curiosity) – 2:40
4. „I Just Need Myself” (PSL demo ze studia, styczeń 1978, wcześniej nie publikowane) – 2:14
5. „10:15 Saturday Night” (domowe demo Roberta Smitha, luty 1978) – 4:36
6. „The Cocktail Party” (domowe demo zespołu, marzec 1978, wcześniej nie publikowane) – 4:17
7. „Grinding Halt” (domowe demo zespołu, kwiecień 1978) – 3:31
8. „Boys Don't Cry” (Chestnut demo ze studia, maj 1978, wcześniej dostępne na Curiosity) – 2:45
9. „It's Not You” (Chestnut demo ze studia, maj 1978) – 3:16
10. „10:15 Saturday Night” (Chestnut demo ze studia, maj 1978) – 3:41
11. „Fire in Cairo” (Chestnut demo ze studia, maj 1978) – 3:42
12. „Winter” (nagrany w studio, nie został wydany na oryginalnej wersji albumu, październik 1978, wcześniej nie publikowane) – 3:46
13. „Faded Smiles” (znany też jako „I Don't Know”) (nagrany w studio, nie został wydany na oryginalnej wersji albumu, październik 1978, wcześniej nie publikowane) – 2:16
14. „Play with Me” (nagrany w studio, nie został wydany na oryginalnej wersji albumu, październik 1978, wcześniej nie publikowane) – 3:30
15. „World War” (publikowany na wczesnych kopiach Boys Don't Cry) – 2:38
16. „Boys Don't Cry” (publikowany też na Boys Don't Cry) – 2:37
17. „Jumping Someone Else's Train” (publikowany też na Boys Don't Cry) – 2:59
18. „Subway Song” (na żywo w Nottingham, październik 1979, wcześniej dostępne na Curiosity) – 2:27
19. „Accuracy” (na żywo w Nottingham, październik 1979) – 2:36
20. „10:15 Saturday Night” (na żywo w Nottingham, październik 1979) – 4:38

## Twórcy
- Robert Smith – gitara, śpiew
- Michael Dempsey – gitara basowa, śpiew w utworze „Foxy Lady”
- Lol Tolhurst – perkusja
- Porl Thompson – gitara
- Chris Parry – producent
- David Dragon – ilustracje
- Connie Jude – ilustracje
- Mike Hedges – technik
- Michael J. Dutton – asystent
- Martyn Goddard – fotografia
- B. Smith – fotografia
- Bill Smith – projekt

Nagrane i zmiksowane w Morgan Studios, Londyn.